# Telekino (juego de azar argentino)
Telekino (actualmente denominado como T.V. Bingo Bonaerense - Telekino) es un juego de azar de lotería argentino, creado el 26 de abril de 1992 por la Caja Popular de Ahorros de la Provincia de Tucumán. Desde esa fecha hasta el 28 de noviembre de 2021 fue organizado por el mismo organismo, en conjunto con la empresa Loterking. Desde el 9 de enero de 2022 es organizado por el Instituto Provincial de Lotería y Casinos de la provincia de Buenos Aires, tras adquirir los derechos del juego.

## Historia
A fines de 1991 la Caja Popular de Ahorros de la Provincia de Tucumán, tras el gran éxito de su juego de azar propio, el Telebingo Tucumano, ya consolidado en Tucumán, decide concebir la idea de organizar un juego de azar a nivel nacional que se llamaría Telekino, que sería organizado por la Lotería de Tucumán (del mismo organismo). Dado que en Chile estaba el Kino, un juego de azar que consistía en acertar 15 bolillas sobre 25, y que tuvo buenos resultados en su país tras su creación por la Lotería de Concepción en septiembre de 1990, entonces la Caja Popular decide importar el formato del mismo juego y llevarlo a la Argentina, como reemplazo del Telebingo. Tal es así que en marzo de 1992 el Telebingo Tucumano desapareció repentinamente de las agencias de lotería tucumanas para dar lugar al nuevo juego de azar. Finalmente el domingo 26 de abril de 1992 quedó inaugurado de manera oficial el Telekino. Silvio Soldán, durante la emisión de Feliz Domingo, presentó el primer sorteo del Telekino a través de la pantalla de Canal 9 Libertad en simultáneo con Canal 10 de Tucumán, y el sorteo tuvo como resultado un ganador que se llevó como premio 100000 pesos argentinos (USD 100000, debido a la Ley de Convertibilidad del Austral que regía en aquel entonces).
Se encontraba en todas las provincias del país, menos en la provincia de Córdoba (recién a mediados de septiembre de 2009 llegaría a esa provincia, debido a que en Córdoba se comercializaba el Toto Bingo, un juego muy similar al Telekino).
En el año 1999 Telekino decide que el ganador del premio mayor del juego elija a una entidad para donar toneladas de alimentos, el cual fue llamado Telekino Solidario.
Su presentador histórico fue Silvio Soldán, quien condujo los sorteos del juego de azar (incluso habiéndose desvinculado de Feliz Domingo en 1994) por el término de doce años, hasta que en 2004 decidió abandonar la conducción de dichos sorteos. Su lugar fue tomado por Jorge Rossi, quien conduciría los sorteos hasta su fallecimiento en noviembre de 2012.
El 3 de septiembre de 2006 Telekino decide incorporar una nueva modalidad de juego, llamada Metecinco, la cual consistía en acertar 5 números al azar entre el 1 y el 25, y que otorgaba un premio adicional, distinto del Telekino. Esta modalidad se mantendría hasta el 23 de marzo de 2008.
Sin embargo el 30 de marzo de 2008 Telekino decide reemplazar el Metecinco por el Rekino, modalidad creada por el Kino chileno en 2006 y que tiene la misma modalidad de sorteo que el Telekino tradicional,  con un premio adicional. El Rekino se mantiene en la actualidad.
En noviembre de 2012, Jorge Rossi, su presentador, falleció debido a un cáncer de mediastino que venía arrastrando desde hacía varios años y su lugar debió ser ocupado por el periodista deportivo Gastón Recondo, quien durante ocho meses condujo los sorteos del juego de azar.
En la actualidad los sorteos del Telekino son conducidos por Sebastián Basalo, quien los conduce desde mediados de 2013.
El 28 de noviembre de 2021 se llevó a cabo el último sorteo de Telekino, con ese nombre a secas, bajo la organización de Loterking y la Caja Popular de Ahorros de la Provincia de Tucumán. Durante todo el mes de diciembre de 2021 no se llevarían a cabo sorteos y el 9 de enero de 2022 se relanzó nuevamente el juego, bajo la denominación "T.V. Bingo Bonaerense - Telekino".

## Formato y modalidades de juego
- Telekino: el formato tradicional del juego, que está desde el 26 de abril de 1992. Consiste en la extracción de quince bolillas al azar, las cuales están numeradas del 1 al 25, y que después son ordenadas de menor a mayor. Si todos los números del cartón (que se puede adquirir en todas las agencias de lotería del país) coinciden con las bolillas extraídas en el sorteo, ese cartón es declarado ganador del Telekino y por ende, la persona que lo jugó se hará acreedor del pozo acumulado y los premios adicionales. Si nadie pudo lograr los 15 aciertos, entonces el pozo acumulado es declarado vacante y se acumula para el siguiente sorteo, y así se va acumulando hasta que haya un ganador.
- Rekino: formato que se juega desde el 30 de marzo de 2008. Al igual que en el Telekino tradicional, consiste en la extracción de quince bolillas al azar, numeradas desde el 1 al 25, que después son ordenadas de menor a mayor. Si todos los números del cartón coinciden con las bolillas extraídas en el sorteo, ese cartón es declarado ganador del Rekino y por ende, la persona que lo jugó se hará acreedor del pozo para esta modalidad; sin embargo a diferencia del Telekino, si nadie acertó los quince números el pozo no es declarado vacante sino que es repartido entre aquellos que hayan obtenido catorce aciertos, y si no hay ganadores con catorce aciertos se reparte entre los que obtuvieron trece, y así sucesivamente.
- Premios al número de cartón: Todos los cartones de Telekino están identificados con un número, el cual se encuentra en la parte izquierda del cartón. Luego en los sorteos se eligen cinco números de cartón al azar (esta información está contenida en un medio magnético, normalmente un CD, que es entregado por el presentador del sorteo al escribano que autoriza los mismos antes del inicio de estos; contiene solamente los cartones que hayan sido adquiridos en todo el país), los cuales serán acreedores de un premio adicional (habitualmente es un monto en dinero, televisores o motocicletas). En ciertas ocasiones se eligen diez números de cartón al azar para entregar estos premios.
- Metecinco (2006-2008): formato que ya no es celebrado en los sorteos de Telekino. Consistía en la extracción de cinco bolillas al azar, numeradas desde el 1 al 25, que después eran ordenadas de menor a mayor. Si los cinco números de Metecinco del cartón coincidían con las cinco bolillas extraídas, el cartón era declarado ganador del Metecinco y por ende se hacía acreedor de un premio en dinero adicional, distinto del pozo del Telekino tradicional. Por lo general se entregaban 4000 pesos argentinos (unos 1200 USD en ese momento) a cada ganador.

## Distribución de premios
- Premio de primera categoría: es el premio que se le otorga al ganador del Telekino, es decir, a aquel que haya obtenido los quince aciertos. Se le entrega el 50,5% del pozo total acumulado, más los premios adicionales como casas, automóviles, viajes, etc.
- Premio de segunda categoría: es el premio que se otorga a aquel que haya obtenido catorce aciertos. Se entrega el 2,5% del pozo total acumulado, a repartir entre todos los ganadores.
- Premio de tercera categoría: es el premio que se otorga a aquel que haya obtenido trece aciertos. Se entrega el 4,6% del pozo total acumulado, a repartir entre todos los ganadores.
- Premio de cuarta categoría: es el premio que se otorga a aquel que haya obtenido doce aciertos. Se entrega el 8,8% del pozo total acumulado, a repartir entre todos los ganadores.
- Premio de quinta categoría: es el premio que se otorga a aquel que haya obtenido once aciertos. Se entrega el 23,25% del pozo total acumulado, a repartir entre todos los ganadores.

## Presentadores
Presentadores titulares:
- Silvio Soldán (1992-2004)
- Jorge Rossi (2004-2012)
- Gastón Recondo (2012-2013)
- Sebastián Basalo (2013-actualmente)

Presentadores reemplazantes:
- Jorge Formento
- Sebastián Basalo (2011-2013)
- Ángel Rey

## Curiosidades
- De los cinco conductores entre titulares y reemplazantes que tuvieron los sorteos de Telekino a lo largo de la historia, tres estaban identificados en forma directa con el programa Feliz Domingo, y los tres curiosamente de la misma época de dicho programa: Silvio Soldán, Jorge Rossi y Jorge Formento (fueron los conductores en toda la década de los 80 y principios de los 90, en diferentes etapas).
- La cortina musical que Telekino utilizó entre 1992 y 1998 fue interpretada por Marcela Morelo, quien gracias a este jingle comenzó a darse a conocer y terminaría siendo el punto de partida de la carrera musical de la artista.[2]
- La cortina musical que Telekino utiliza desde 1999 hasta el presente fue compuesta en marzo de 1998 por Gaby Myndlis, reconocido compositor de cortinas musicales, mayormente de la Televisión Pública.
- Entre 1992 y 1994 Telekino se emitía durante la emisión de Feliz Domingo; entre 1992 y 1993 ambos programas fueron conducidos por Soldán, y en 1994 el programa estudiantil era conducido por Marcelo Medina, Iván Velasco y Carolina Fernández Balbis mientras que Soldán seguía a cargo de los sorteos. Sin embargo el programa estudiantil, que regresaría y se emitiría entre 1997 y 1999 también albergó los sorteos de Telekino bajo la conducción de Soldán, aunque éste ya no era conductor de Feliz Domingo (entre 1997 y 1998 el programa estudiantil fue conducido por Pablo Codevilla, y entre 1998 y 1999 conducido por la dupla Lisandro Carret - Pablo Marcovsky). Feliz Domingo regresó en 2005 y se emitiría hasta mediados de 2006, conducido por la dupla David Kavlin - Carla Conte y esta etapa sí contó con la participación de Soldán, aunque ya esta vez el programa estudiantil no pudo albergar los sorteos de Telekino dado que éstos ya no eran emitidos por Canal 9 en aquel entonces (justo unos meses atrás había pasado a Canal 7, hoy Televisión Pública Argentina) ni Soldán estaba ya vinculado al juego de azar, cuyos sorteos venían siendo conducidos por Jorge Rossi desde el año anterior.
- Como se mencionó antes, a nivel nacional los sorteos de Telekino fueron albergados por dos de los siete canales de aire argentinos: comenzó en Canal 9 Libertad, posteriormente Azul Televisión (1999-2002) y luego renombrado Canal 9 entre 1992 y 2004, sin embargo a finales de este último año pasó a Televisión Pública Argentina, donde fueron albergados los sorteos por término de seis años. En 2010, dado que el canal estatal contaba con los derechos del fútbol argentino (el Fútbol para Todos), este no tenía lugar en su grilla para albergar los sorteos, por lo que decide devolver los derechos a Canal 9, donde los sorteos fueron emitidos hasta 2024. Dentro de los canales provinciales, Canal 10 de Tucumán emitió también los sorteos de Telekino durante prácticamente toda la etapa de Soldán al frente de éstos, entre 1992 y 2002.
- Entre julio de 2016 y septiembre de 2017, Telekino contó con su propio programa de televisión en Canal 9, llamado Hoy ganás vos (conducido por Fabián Gianola y Solange Abraham), en el que todos aquellos participantes que adquiriesen su cartón, además de tener la posibilidad de participar en los sorteos del juego de azar (que era celebrado en distintos bloques dentro del programa, conducido por Sebastián Basalo). También podían jugar a través de una aplicación en la que podían ganar dinero extra a través de dos preguntas que se formulaban durante el programa.
- Entre 1994 y 1995 Telekino contó con publicidades con temáticas de distintos países. Las más recordadas, con China, México y España, y se podían tanto verlas por televisión como escucharlas por radio.
- El 19 de junio de 1995, con el motivo del Día del Padre, Telekino contó con un ganador, que como curiosidad era hincha de San Lorenzo de Almagro. Una semana después el Ciclón se consagra campeón del Torneo Clausura 1995, tras derrotar a Rosario Central en Arroyito por 1-0 con un gol del Gallego Esteban González; posteriormente González fue invitado por Telekino a cenar con el ganador de aquel sorteo y ambos salen juntos en una publicidad, primero en la cena antes mencionada y luego festejando junto a la familia del ganador lo logrado por este último, coreando el nombre del juego de azar, vestidos con los colores de San Lorenzo.
- En 1997 Telekino fue patrocinador del programa Jugar por jugar con Berugo Carámbula, por ATC (hoy Televisión Pública) y luego por Canal 9 Libertad; sin embargo dejó de sponsorizarlo cuando dicho programa de entretenimientos pasó a América TV en 1998.
- A mediados de abril de 1998 Telekino decide lanzar una de sus publicidades más recordadas, con Silvio Soldán interpretando al Agente 007 James Bond. Esta publicidad causó muchísimo revuelo en Argentina, hasta tal punto que durante varias semanas numerosos programas de televisión hablaron sobre esta, e incluso llegó a los oídos de uno de los actores más representativos del famoso agente, Roger Moore.
- En abril de 2015 se realiza una campaña publicitaria que causó todavía más revuelo que la del Agente 007, la cual es protagonizada por un simpático huevo vestido con un pantalón azul, la cual tuvo un gran éxito, hasta tal punto que el huevo pasó a formar parte del logotipo de Telekino y además se generaron más publicidades con distintas temáticas, siempre con el huevo como protagonista, las cuales se hacen en la actualidad.
- Telekino sponsorizó a diferentes equipos de fútbol a lo largo de la historia. El equipo al que más tiempo tuvo como patrocinador al juego de azar fue Atlético Tucumán, el cual lo tuvo en su camiseta entre 2004 y 2017 y uno de los dos equipos de Primera División que llevaron a dicho juego en su camiseta. El otro equipo de Primera que llevó a Telekino en su camiseta fue San Martín de San Juan, club al cual sponsorizó entre 2007 y 2017. Luego sponsorizó a otros equipos del ascenso argentino, tales como Independiente Rivadavia de Mendoza, All Boys, Comunicaciones, Villa Dálmine, Excursionistas y Atlas, este último el cual también fue patrocinador de su programa, Atlas La Otra Pasión, de Fox Sports. En el baloncesto argentino, Telekino estuvo durante varios años en la camiseta de Peñarol de Mar del Plata, de la Liga Nacional de Básquetbol.
- Telekino fue patrocinador principal durante varios años de festivales reconocidos en Argentina, tales como el Carnaval de Gualeguaychú y la Fiesta Nacional de la Vendimia, en Mendoza.
- El domingo 1 de julio de 2018 sucedió un hecho inédito: ese día debía celebrarse el sorteo número 1367 del Telekino, sin embargo el sorteo no pudo llevarse a cabo debido a problemas de logística, por lo que debió ser suspendido y obligó a que por primera vez en 26 años de historia, el sorteo de Telekino se celebrara un lunes a las 23 horas (UTC -3, el 2 de julio), en un día y horario tan inusuales como inéditos ya que siempre los sorteos de Telekino se celebraban el día domingo, y siempre por las tardes o tardes-noches (lo más tarde que se celebró fue a las 20 horas, en diciembre de 1999). Este hecho se repitió el domingo 10 de marzo de 2019, en el sorteo número 1403, el cual finalmente se llevó a cabo el lunes 11 de marzo, también a las 23 horas (UTC -3), aunque esta vez fue debido a problemas técnicos. Sin embargo a principios de junio de 2021 se cambió el día de sorteos de Telekino, de domingo a lunes (al menos de manera provisoria), por lo que por primera vez se sortea en días de semana y no por razones técnicas ni logísticas.
- Telekino fue patrocinador del noticiero "Buena Tarde 26" de Canal 26, conducido curiosamente por el conductor de los sorteos del juego de azar en la actualidad, Sebastián Basalo, junto con Anabelia Cerezo.
- En mayo de 2019 Telekino lanzó una nueva campaña publicitaria llamada "Huevodance", la cual marcó el regreso del histórico conductor de los sorteos del juego de azar, Silvio Soldán, a las publicidades de Telekino luego de 10 años (la última participación publicitaria de Soldán había sido en 2009, desde ahí se desempeñó solamente como locutor oficial), por ende siendo esta la tercera vez que el histórico presentador participa, luego de la anteriormente mencionada campaña de 2009 y la histórica de abril de 1998 en la que, como se dijo anteriormente, interpretó a James Bond.
- Desde sus inicios en abril de 1992 hasta septiembre de 2006, cuando fue incorporado el Metecinco, el sorteo de Telekino era llevado a cabo en tres partes, en cada una de las cuales se extraían cinco números. Sin embargo cuando se incorporaron las segundas modalidades de juego (Metecinco y Rekino), las quince bolillas de Telekino se extraían todas de una sola vez, e incluso se llevaban a cabo ambos sorteos en el mismo bloque del programa (el primero).
- Asimismo durante los primeros 14 años de Telekino los Premios al número de cartón eran sorteados por medio de siete bolillas, todas numeradas del 0 al 9, en las que cuando eran extraídas formaban el número de cartón ganador del premio acreedor a esta modalidad. Sin embargo con la aparición del Metecinco en 2006 este sorteo desapareció y ahora los sorteos del número de cartón se realizan a ciegas, sin que el telespectador del sorteo pueda apreciar esto último. Esto se mantiene en la actualidad.
- Desde el 22 de marzo hasta el 16 de agosto de 2020 el sorteo de Telekino se mantuvo suspendido por casi cinco meses debido a la pandemia de enfermedad por coronavirus. Esto jamás había sucedido en la historia del juego de azar. El 16 de agosto de 2020 los sorteos de Telekino regresaron, aunque tuvieron la particularidad que debido a la pandemia antes mencionada estos se llevaron a cabo cada quince días (domingo de por medio). El 3 de enero de 2021 se retomó la frecuencia habitual de los sorteos, es decir, un sorteo cada domingo; sin embargo al regresar en mayo de 2021 las restricciones estrictas debido al recrudecimiento de la pandemia antes mencionada, se regresó a la modalidad anterior de sorteos cada quince días, aunque con un cambio: los sorteos de Telekino ya no se llevarían a cabo los días domingos sino los días lunes, de por medio, a las 8 de la mañana (UTC -3), durante la emisión del noticiero Telenueve al Amanecer.
- El 28 de noviembre de 2021 se llevaría a cabo el último sorteo oficial de Telekino organizado por la Caja Popular de Ahorros y la empresa Loterking, ya que el Gobierno de la Provincia de Buenos Aires, a través del Instituto Provincial de Lotería y Casinos adquirió en su totalidad la marca Telekino y los derechos del juego, por lo que, debido a los trámites de traspaso de institución y jurisdicción, Telekino desapareció repentinamente de las agencias de lotería, tal como había pasado con su juego antecesor, el Telebingo Tucumano, en marzo de 1992. Durante todo el mes de diciembre, y por segunda vez desde la aparición del juego en abril de 1992, no se comercializó el Telekino durante un mes entero, algo que solo había ocurrido un año y medio antes, cuando se paralizaron los sorteos durante casi cinco meses. Sin embargo ni bien empezado el 2022 el juego volvió a comercializarse y el 9 de enero de 2022 se volvió a celebrar un sorteo, aunque con un llamativo cambio: se fusionó la marca Telekino con la marca T.V. Bingo Bonaerense, un juego de azar que ya había estado en la década de los 90 (aunque con un formato diferente al actual) y pasó a llamarse de esta manera T.V. Bingo Bonaerense - Telekino, nombre que mantiene hasta la actualidad.
- El último sorteo de Telekino llevado a cabo bajo esa denominación a secas, el 28 de noviembre de 2021, fue el número 1522. El sorteo número 1523 fue cancelado por los trámites de traspaso, y el 9 de enero de 2022 se llevó a cabo el primer sorteo del ahora denominado T.V. Bingo Bonaerense - Telekino, aunque el número de sorteo registrado no sería el 1523 sino el 2201, debido al traspaso antes mencionado.
- El domingo 11 de agosto de 2024 se produciría un suceso histórico ya que se realizó por última vez un sorteo de Telekino emitido por televisión abierta, ya que se anunció que el mismo dejaba Canal 9 después de 14 años de forma consecutiva y 26 años en total siendo emitidos por dicha emisora, y por 32 años consecutivos siendo emitido por televisión abierta en Argentina (12 años consecutivos en Canal 9 Libertad / Azul Televisión / Canal 9 y Canal 10 de Tucumán, 6 años siendo emitidos por Canal 7 / Televisión Pública Argentina y 14 años seguidos otra vez por Canal 9 / El Nueve). Desde el domingo 18 de agosto de 2024 hasta el 12 de enero de 2025, los sorteos de Telekino fueron emitidos por Fox Sports Argentina, pasando los mismos a ser emitidos por la televisión por suscripción.
- El domingo 19 de enero de 2025 se vuelve a emitir un sorteo de Telekino por televisión abierta de Argentina, luego de 5 meses de haber estado por primera vez en su historia por televisión de pago, pasando a transmitirse por la Televisión Pública, marcando su regreso al canal estatal después de 15 años (anteriormente se emitió en ese canal entre 2004 y 2010).